# Philippe Ouédraogo (geestelijke)
Philippe Nakellentuba Ouédraogo (Konéan, 31 december 1945) is een Burkinees geestelijke en een kardinaal van de Rooms-Katholieke Kerk.
Ouédraogo werd op 14 juli 1973 priester gewijd. Op 5 juli 1996 werd hij benoemd tot bisschop van Ouahigouya; zijn bisschopswijding vond plaats op 23 november 1996. Op 13 mei 2009 volgde zijn benoeming tot aartsbisschop van Ouagadougou. Hij was de opvolger van Jean-Marie Untaani Compaoré die met emeritaat was gegaan.
Ouédraogo werd tijdens het consistorie van 22 februari 2014 kardinaal gecreëerd.  Hij kreeg de rang van kardinaal-priester. Zijn titelkerk werd de Santa Maria Consolatrice al Tiburtino.
Ouédraogo ging op 16 oktober 2023 met emeritaat.
- Gemeinsame Normdatei: 1136095195
- International Standard Name Identifier: 0000 0000 4232 1268
- Library of Congress Control Number: no93006696
- Système universitaire de documentation: 057458375
- Virtual International Authority File: 78348708
- WorldCat: E39PBJmHPyRh84k3tGbBQm4pfq